# Lygosoma melanopogon
Lygosoma melanopogon är en ödleart som beskrevs av  Duméril och BIBRON 1839. Lygosoma melanopogon ingår i släktet Lygosoma och familjen skinkar. Inga underarter finns listade i Catalogue of Life.